# Ràdio Sabadell
Ràdio Sabadell 94.6 és l'emissora de Sabadell. Ofereix una programació generalista fent incís en els continguts locals.

## Història

### Ràdio Club Sabadell
El 1927 es va crear el Ràdio Club Sabadell a l'Ateneu Sabadellenc, ubicat a l'actual plaça de Sant Roc. Les seves informacions feien divulgació tècnica del món de la ràdio, així com a cobertura d'esdeveniments culturals i agenda de la ciutat. El 1932 van instal·lar una antena a l'oficina de telègrafs.

### Ràdio Sabadell EAJ-20
El desembre de 1932 es va publicar un decret que definia les condicions per a la creació d'emissores de ràdio local. Josep Corbella Santamaria, director de Ràdio Club Sabadell en aquell moment, va rebre la llicència corresponent i van crear Ràdio Sabadell EAJ-20, el 20 era el número de llicència de ràdio a Espanya. El projecte va rebre una ajuda de 1.000 pessetes de l'Ajuntament per fer front al desplaçament i es va inaugurar finalment el 5 d'agost del 1933, durant la Festa Major. El seu primer director fou Vicenç Colomer Catafau.
Després de la Guerra Civil Espanyola, la Ràdio va quedar sota el control de Radio Nacional de España, que al seu torn depenia del Servei de Prensa y Propaganda del Movimiento.
Poc després, el 1940, el propietari de la llicència José Corbella va decidir llogar-la a Juan Vidal Prat, propietari de Ràdio Badalona EAJ-39, i el 1941 va transferir-la a l'empresa Emisiones Radiófonicas (ERESA). La nova etapa i equip tècnic es van inaugurar el juliol de 1941, coincidint amb la Festa Major. Progressivament va anar ampliant la programació.
El 1950 l'antic propietari de Ràdio Badalona va intentar recuperar la seva emissora original, alegant que el contracte d'ERESA era invàlid. Després d'unes gestions internes, un grup d'empresaris Sabadellencs van constituir l'empresa Compañía de Emisiones y Publicidad SA i van comprar les accions corresponents, recuperant Ràdio Sabadel i evitant-ne la desaparició.
En els anys posteriors, la ràdio continuaria canviant de propietaris, entre els quals s'inclou Caixa Sabadell, COPE i Com Ràdio. Finalment va tancar les portes el 1995.
Durant els seus anys en funcionament,EAJ-20 va ser l'escola de professionals de la ràdio i la televisió com Manolo Garrido, Pepe Navarro, Odette Pinto, Júlia Otero, Sergi Mas, Eugeni Cabanes i molts d'altres.

### Ràdio Sabadell
L'any 2001 es va rehabilitar una casa senyorial del carrer Doctor Puig per acollir el nou projecte de Ràdio pública local. Un mitjà amb continguts locals i generals que emet les 24 hores del dia una programació cent per cent de producció pròpia. L'actual Ràdio Sabadell va començar a emetre l'1 d'octubre del 2001, un projecte del llavors alcalde socialista Manuel Bustos. Durant l'època Bustos la ràdio va ser acusada de parcialitat pro-govern.
Entre 2013 i 2016 la ràdio va estar sense direcció, fins que el nou govern quadripartit a Sabadell va nomenar directora Montse Pérez Creus. Poc després, Pérez Creus acomiadaria els presentadors dels dos principals programes, i prescindiria de bona part dels col·laboradors històrics de la casa. El 2017 va esclatar la polèmica quan la plantilla va denunciar noves ingerències polítiques i un acomiadament motivat per una revenja personal, que va provocar la creació de la plataforma Ràdio Sabadell Diu Prou. L'empresa municipal gestora de la ràdio és Comunicacions Audiovisuals de Sabadell.